# Замок Ягдберг
Замок Ягдберг (нем. Burg Jagdberg) — руины средневекового замка на территории австрийской коммуны Шлинс (федеральная земля Форарльберг); предположительно был построен в XII веке. В 1397 году замковый комплекс перешел к Габсбургам; в сентябре 1405 года он был разрушен во время Аппенцелльских войн — реконструкция началась в 1408 году. В 1440 и 1499 годах во время серии войн в регионе, включая Швабскую войну, замок был снова разрушен и сожжён. Попытка реставрации была предпринята в 1559 году; в 1911, 1938—1941 и 1951—1953 годах были проведены обширные ремонтные работы. С 1949 года внутренняя часть замка используется как эстрадная площадка под открытым небом.

## История
Замок Ягдберг, также известный как Ягберх (Jagberch), служил центром независимого графства, которое отделилось от графства Фельдкирх в конце XIII века. Замок — выполнявший скорее представительские, чем оборонительные функции — впервые упоминается в документах за 1300 год. Во время Аппенцелльской войны, 28 сентября 1405 года, не охранявшийся замок был захвачен и сожжен восставшими. В 1408 году герцог Фридрих IV получил разрешение от короля Пфальца Рупрехта на восстановление Ягдберга. После восстановления в замке не жили ни австрийские герцоги, ни их феодалы, а только администраторы региона. Во время Швабской войны, после битвы при Фрастанце, замок снова сгорел в 1499 году.
Замковый комплекс окончательно пришел в упадок, начиная с 1750 года: он опустел в 1790 году, а в 1791 году была снесена замковая часовня Святого Михаила. В середине XIX века руины перешли в частную собственность. В 1945 году Ягдберг стал собственностью земли Форарльберг и через четыре года в руинах была сооружена эстрада под открытым небом. В 2007 году были предприняты попытки исправить ошибки реставраций, проводившихся в прошлом.